# Mijlpalen in de Hoeksche Waard

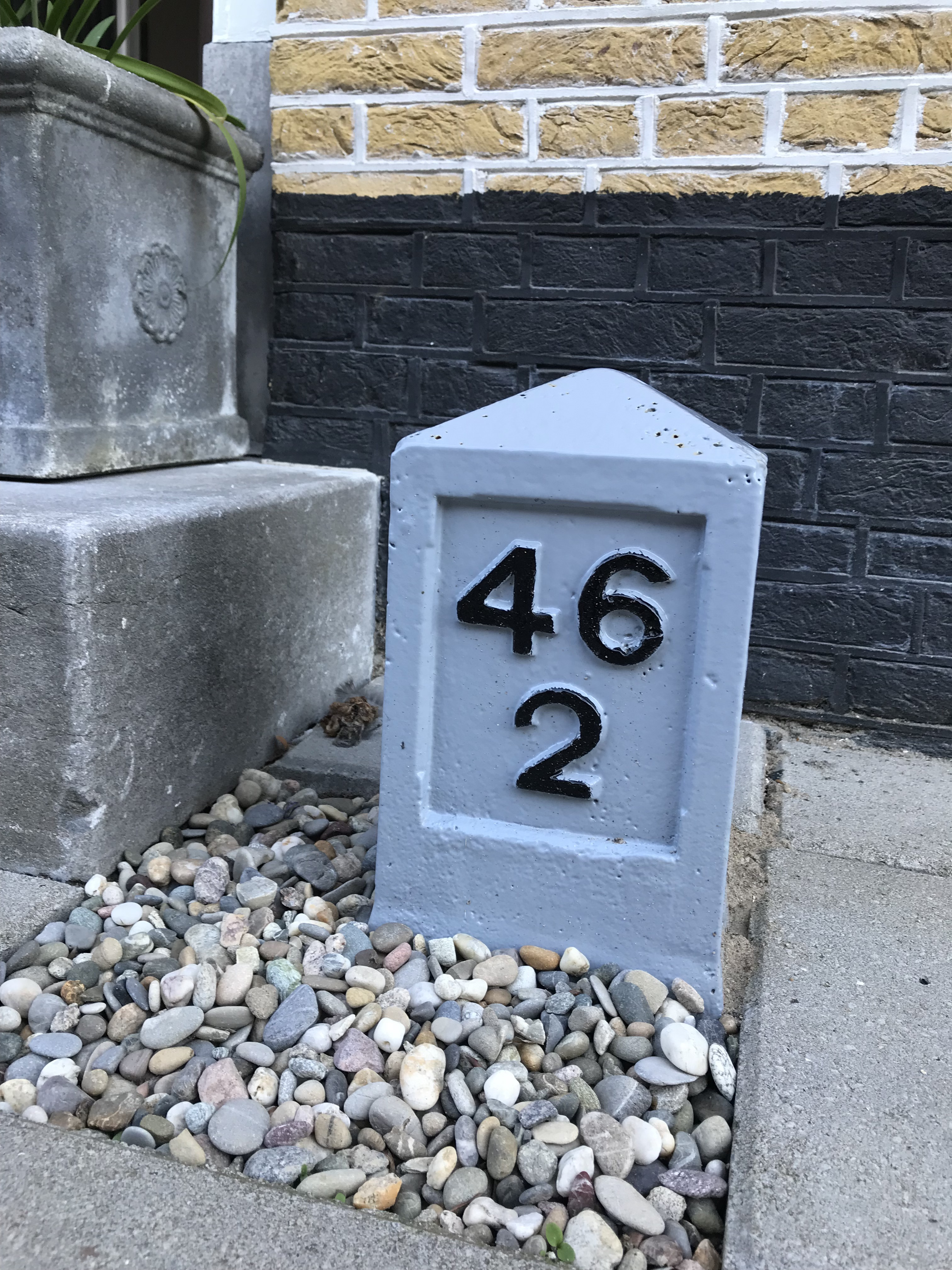
Een opgeknapt hectometerpaaltje in Puttershoek

In de Hoeksche Waard is een groot aantal historische gietijzeren kilometerpalen (ofwel: mijlpalen) en hectometerpalen bewaard gebleven. Deze paaltjes zijn in de tweede helft van de 19e eeuw geplaatst langs Rijkswegen als hulpmiddel bij het planmatig onderhoud. In die tijd was de Nederlandse mijl een synoniem voor de kilometer. Met de modernisering van het wegennet zijn de meeste paaltjes verdwenen.

## Geschiedenis

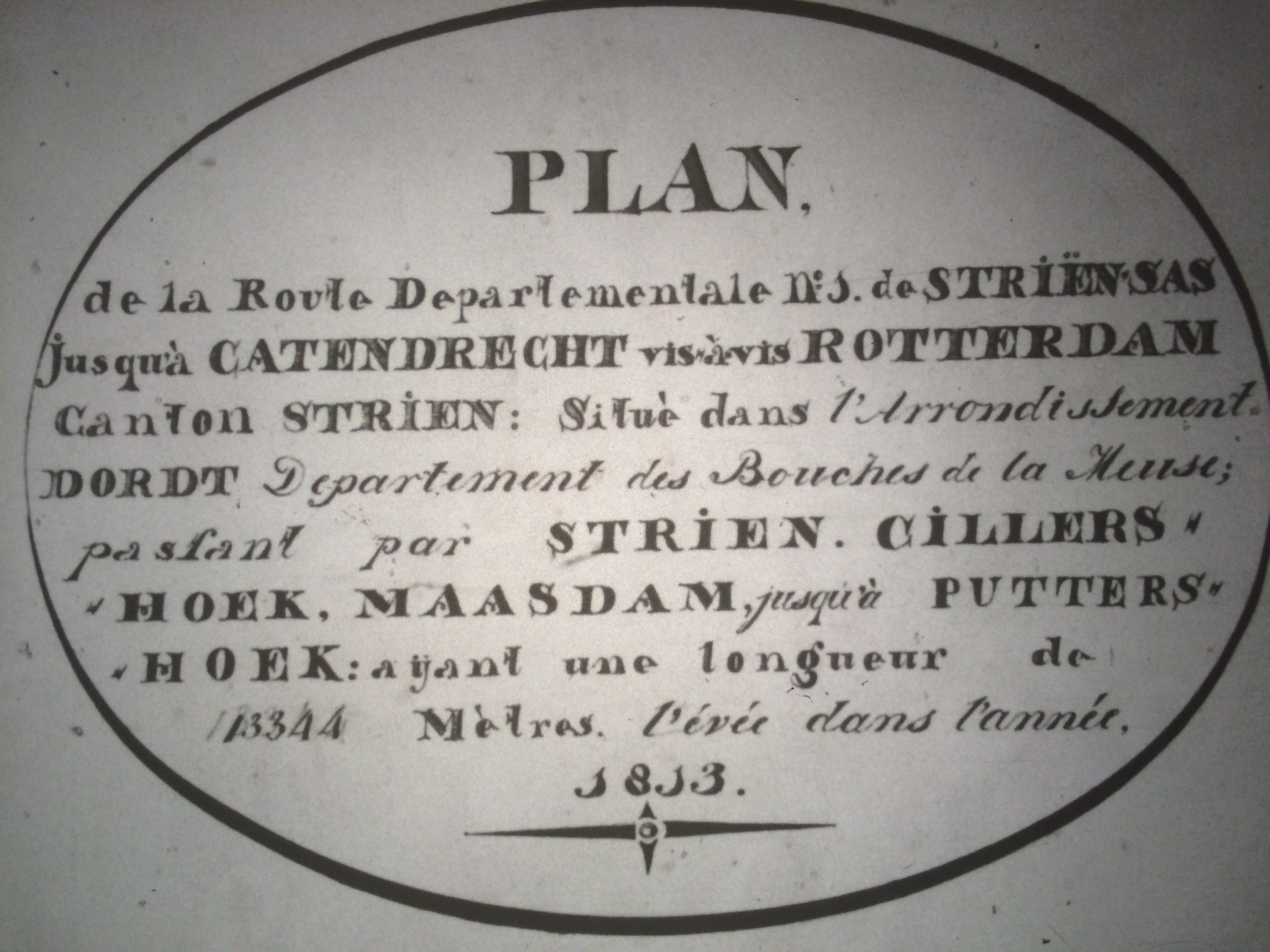
Beschrijving uit 1813 van de Route Départementale tussen Strijensas en Katendrecht.

Door de Hoeksche Waard liepen 2 'Napoleon-routes'. Deze zijn in 1811 door Napoleon Bonaparte per keizerlijk decreet aangewezen. De Route impériale IIIe klasse nr. 65 (RI65) Antwerpen-Haarlem, ging door de Hoeksche Waard vanaf het veer in Numansdorp via Oud-Beijerland naar het veer bij Goidschalxoord. De oude postroute van Strijensas via Puttershoek en Kuipersveer naar Heerjansdam krijgt de status 'Route départementale'.
Het gedeelte van de voormalige RI65 is in de loop der tijd een drukke provinciale weg geworden. Met de noodzakelijke wegverbredingen zijn nagenoeg alle paaltjes verdwenen. Er zijn van dat traject nu nog slechts 3 hectometerpaaltjes bekend. Het doorgaande verkeer gaat sinds eind jaren '60 via de A29.
Nadat de Fransen zijn vertrokken komt de route Puttershoek - Blaaksedijk - Goidschalxoord verder tot ontwikkeling, in aansluiting op de Route départementale. Op een kaart uit 1841 staat deze route nu als hoofdroute ingekleurd, inclusief het voorstel waar langs die route tol geheven kan worden. Het is langs dit traject waar een groot gedeelte van de paaltjes in de Hoeksche Waard bewaard is gebleven aangezien de route grotendeels over dijken loopt die nauwelijks verbreed konden worden en waar het verkeersaanbod laag bleef.
Deze route ontmoet bij Goidschalxoord de route komende uit Numansdorp en gaat dan verder via het Rhoonse veer naar Katendrecht. Deze structuur blijft langere tijd behouden, zoals ook te zien is op het voorstel voor het eerste rijkswegenplan voor Nederland uit 1915. Weliswaar is in 1888 de Barendrechtse Brug geopend, maar deze is initieel niet populair: het ontbreekt aan goede verbindingswegen en tot 1929 moet men tol betalen. Hierdoor blijft het Rhoonse veer voor veel reizigers nog lange tijd een goede optie om van of naar de Hoeksche Waard te reizen.

## Ontwerp

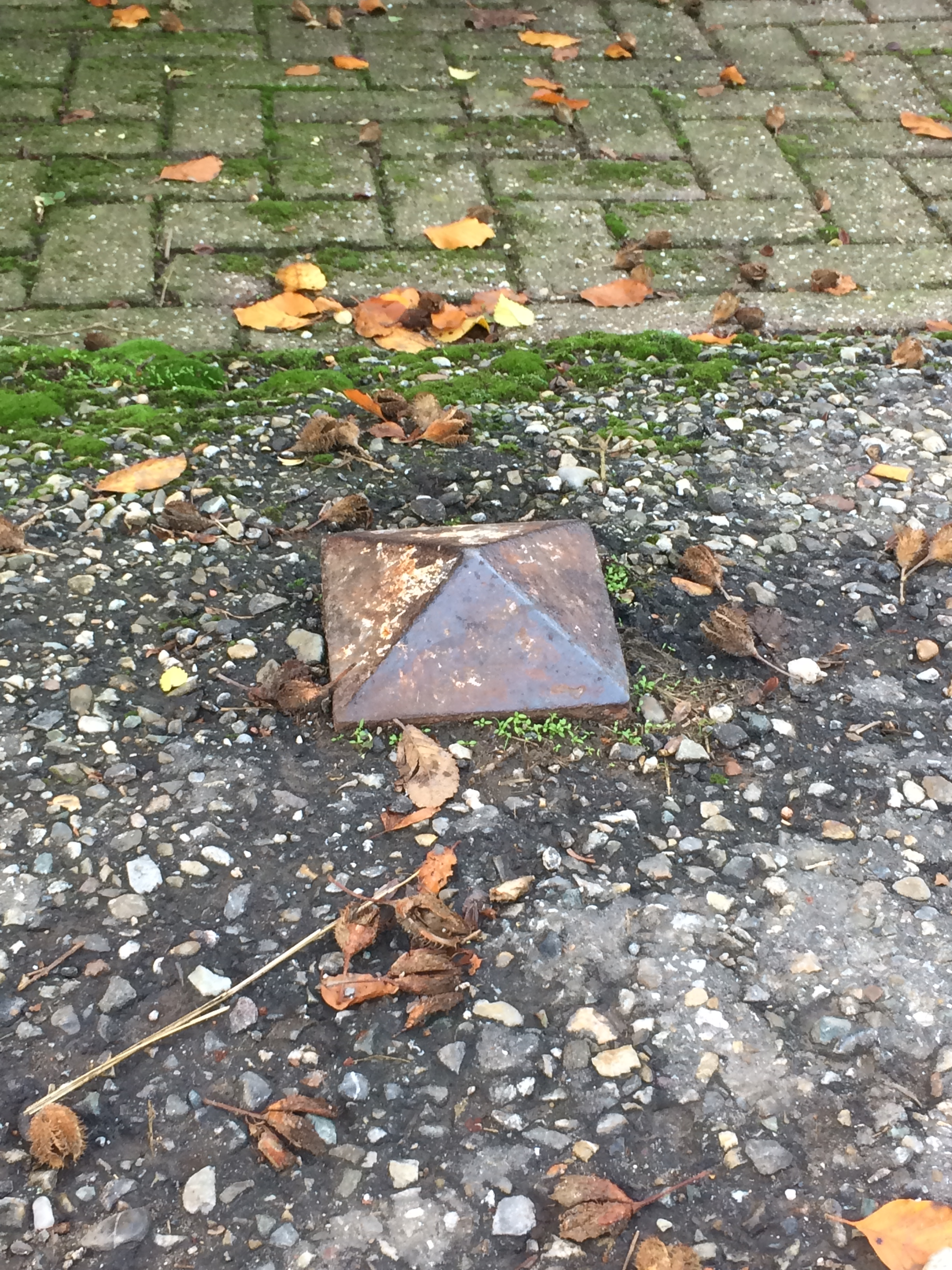
Paaltje 50-1 gaat bijna kopje-onder.

De gietijzeren kilometerpalen zijn 1,80 meter hoog en 21x21 cm breed. Ze zijn aan de onderzijde voorzien van een vastgegoten plaat en ongeveer 1 meter ingegraven. Uit kleuronderzoek is gebleken dat de originele kleur lichtgrijs met zwarte cijfers in wit reliëf is geweest. Elke kilometerpaal is aan vier zijden voorzien van een kilometeraanduiding bestaande uit 2 cijfers. Deze geeft de afstand tot de provinciehoofdstad Den Haag aan. Ontwerp en uitvoering komen overeen met dat van palen die elders nog in Zuid-Holland staan en is terug te vinden met aanduiding 'mijlpaal' in de catalogus uit 1870 van ijzergieterij 'De Prins van Oranje'. Op kaarten uit 1881 staan ze ingetekend als 'MP', evenals op oudere stafkaarten uit 1850 maar dan voorzien van 'Pl'.
De hectometerpaaltjes in de Hoeksche Waard zijn ook van gietijzer gemaakt. Ze zijn ongeveer 54 cm hoog en 15x15 cm breed met afgevlakte hoeken en een diamantkop. Ze steken ongeveer 25 cm boven de grond uit. Uit het kleuronderzoek bleek de kleurstelling lichtgrijs met zwarte cijfers te zijn geweest. Elk hectometerpaaltje is aan één zijde voorzien van de afstand in reliëf, waarbij de kilometer-grootheid (twee cijfers) boven de hectometer-grootheid (één cijfer) is geplaatst. Elders in Nederland zijn nog enkele basalten paaltjes bewaard gebleven en ook een enkel gietijzeren exemplaar.

## Herwaardering en renovatie
In 2017 werd een gedeelte van de oude postroute, het Schouteneinde in Puttershoek, opnieuw bestraat. Bewoners zagen hierin aanleiding om met de gemeente Binnenmaas (sinds 1 januari 2019: Hoeksche Waard) in gesprek te gaan over het behoud en versterken van de historische uitstraling van deze 600 jaar oude dijk. Hierbij hoorde ook het opknappen van de nog aanwezige oude paaltjes, die vaak in slechte staat verkeerden. 

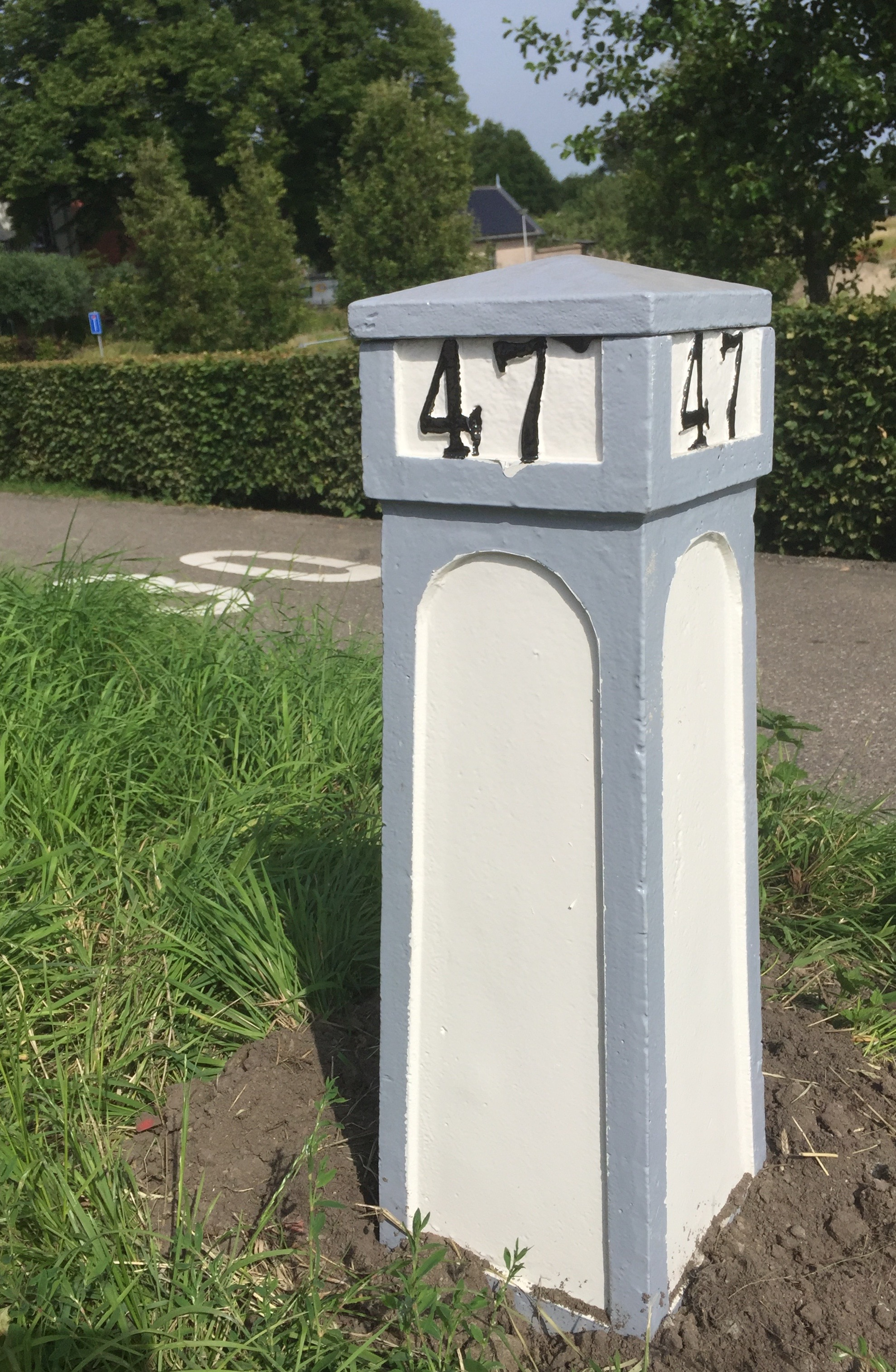
Mijlpaal 47 na renovatie.

Dit leidde in februari 2017 tot een inventarisatie van alle in de Hoeksche Waard aanwezige paaltjes. Na deze inventarisatie waren er 12 kilometer- en 25 hectometerpaaltjes bekend. De bewonerswerkgroep schreef vervolgens een notitie om aandacht te vragen voor dit cultureel erfgoed.
Op 8 november 2018 is door de gemeenteraad subsidie verleend waarmee kleuronderzoek kon worden uitgevoerd, een aantal paaltjes weer opgeknapt kon worden en waarmee een brochure voor een toeristische fietsroute kon worden opgesteld.
Door de hernieuwde belangstelling voor de paaltjes kwamen er daarna regelmatig meldingen binnen van paaltjes waarvan het bestaan niet bekend was. In december 2022 waren er 14 kilometer- en 41 hectometerpaaltjes bekend. Daarnaast staan er in Rhoon langs deze route ook nog 2 kilometer- en 2 hectometerpaaltjes, die eerder door het Waterschap aldaar zijn opgeknapt.
Tussen 2019 en 2022 zijn er 7 kilometer- en 12 hectometerpaaltjes uitgegraven, opgeknapt en teruggeplaatst.